# Råtjärnberget-Djupdalsberget
Råtjärnberget-Djupdalsberget är ett naturreservat i Härjedalens kommun i Jämtlands län.
Området är naturskyddat sedan 2007 och är 189 hektar stort. Reservatet omfattar Djupdalsberget och Råtjärnberget samt del av Lillkännberget och består av barrblandskog och
brandpräglad tallnaturskog.